# Skitliv
A Skitliv (jelentése norvégul/svédül: "szar élet") Norvég black/doom metal zenekar. 2005-ben alakultak meg Oslóban. Lemezkiadójuk a Season of Mist. Az együttes énekese, Maniac (Sven Erik Kristiansen) az eddigi legsötétebb projektnek írta le a Skitlivet.

## Tagok
- Sven Erik Kristiansen – ének, gitár
- Niklas Kvarforth – gitár
- Dag Otto – dobok
- Ingvar Magnusson – gitár

## Diszkográfia
- Demo 2007
- Kristiansen and Kvarforth Swim in the Sea of Equilibrium While Waiting (EP, 2007)
- Amfetamin (EP, 2008)
- Skandinavisk misantropi (nagylemez, 2009)
- Bloodletting (EP, 2010)